# Peer (Belgio)
Peer è un comune belga di 16 216 abitanti, situato nella provincia fiamminga del Limburgo belga.

## Kleine-Brogel Air Base
Kleine Brogel è una frazione che fa parte di Peer, include la base aerea militare americana della United States Air Force.